# 吳肇東
吳肇東（1518年—1607年），字守初，號敬堂，直隸安慶府懷寧縣人，民籍，明朝政治人物。

## 生平
嘉靖四十年（1561年）辛酉科應天鄉試第一百二十六名舉人，隆慶二年（1568年）中式戊辰科會試第一百七十六名，二甲第七十三名進士。授長沙府推官，升户部主事，榷临清鈔关，歷升员外郎、郎中，萬曆三年（1575年）任桂林府知府，八年（1580年）正月升福建按察司副使，十二月以違禁馳驛，被降六級。

## 家族
曾祖吳通，縣主簿；祖父吳玘；父吳鯉，知州。母王氏。永感下。弟吳建東。子讓之，字汝義，號荆野。